# Saint-Julien-de-la-Nef
Saint-Julien-de-la-Nef là một xã ở tỉnh Gard. Xã này có diện tích 8,83 km², dân số năm 1999 là 124 người. Khu vực này có độ cao trung bình 167 mét trên mực nước biển.